# جهاز تحليل النفس لفيروس كورونا
جهاز تحليل النفس لفيروس كورونا هو جهاز تحليل طبي يستخدم في تحديد وجود فيروس كورونا 2019 في نَفَسِ المريض بدقة تصل إلى 90% أو أكثر. وُضعت وطُوِّرت فكرة جهاز تحليل النَفَس في النصف الأول من عام 2020 من قبل شركات مختلفة في العديد من الدول المختلفة كالولايات المتحدة الامريكية وفنلندا والمملكة المتحدة وأستراليا والمانيا.

## الولايات المتحدة الأمريكية
في شهر حزيران عام 2020، تلقى باحثون من جامعة كاليفورنيا لوس أنجلوس (UCLA) وجامعة ولاية أوهايو (OSU) منحاً لتجربة مبدأ جهاز تحليل النَفَس لفيروس كورونا، وكان بعض نتائجهم يستطيع إظهار النتائج خلال فترة 15 ثانية. يقوم نظام الفحص على استخدام مُرَكَّبَات معينة من نَفَس الشخص لتحديد وجود الفيروس. يقول البروفيسور بيروز كافيهبور من قسم الهندسة والعلوم التطبيقية في جامعة  كاليفورنيا لوس أنجلوس (UCLA) والذي تلقى بحثه منحة بقيمة $150,000 من مؤسسة العلوم الوطنية: «الهدف من هذه الدراسة هو تطوير نظام تشخيصي حسّاس للفيروس بحيث يكون سريعاً ويمكن نشره على نطاق واسع وغير مُكْلِفٍ».

## فنلندا
في نهاية شهر حزيران لعام 2020، قام منتدى فيريوم هلسنكي بالتعاون مع شركة البرمجيات الفنلندية (Deep Sensing Algorithms) بتمويل من المجلس الإقليمي، أن اختبار أجهزتهم قد بدأ مع مجموعة مرضى في كازاخستان، مع وجود خطط للتوسع في هولندا، والولايات المتحدة وجنوب أفريقيا والبرازيل وفنلندا خلال فترة الصيف. تعتمد فعالية جهاز فيريوم هلسنكي على نظام الذكاء الاصطناعي الموجود فيه. قال ميكا مالين الرئيس التنفيذي لشركة فيريوم هلسنكي: «نحن منخرطون في تعاون مبتكر مع الشركات لحل أزمة فيروس كورونا، وسنساعد الشركات على استخدام المدينة كمنصة تطوير. نحن نستخدم الذكاء الاصطناعي والرقمنة».

## أستراليا
في أستراليا، تعتمد الرئيسة التنفيذية لشركة جراي سكان سامانثا أولرتون، والبروفيسور مايكل بريدمور من جامعة تسمانيا، على التكنولوجيا الحالية المستخدمة في جميع أنحاء العالم لجهاز تحليل التنفس لفيروس كورونا.

## ألمانيا
في مارس 2020 ، أجرت شركة رام جلوبال (RAM Global) السنغافورية بحثًا في ألمانيا على أمل تطوير اختبار مقياس التنفس لمدة دقيقة واحدة لفيروس كورونا استنادا إلى التحليل الطيفي للنطاق الزمني تيراهيرتز. حاولت الشركة تطوير مجموعة اختبار يمكن التخلص منها للكشف المباشر عن جزيئات فيروس كورونا في عينات التنفس واللعاب. في 31 مارس، أكملت شركة رام جلوبال دراسة سريرية أولية على مرضى أحياء في مستشفى جامعة سارلاند. في أبريل، تابعت الشركة دراسة عينة صغيرة قدم فيها أطباء المشفى عينات غير معروفة من أجل اختبار الدقة في التفريق بين العينات الإيجابية والسلبية. أطلقت الشركة على منتجها اسم ThEA أو Terahertz Express Analyzer.

## أندونيسيا
منذ أبريل 2020، قام فريق من الباحثين من جامعة غاجاه مادا بتطوير انف الكتروني تحت مسمى (GeNose C19). يمكن استخدام هذا الجهاز كأداة فحص سريعة غير غَازِيَةِِ للبيئة الداخلية للجسم ويقوم بالفحص في أقل من دقيقتين. تم إجراء تجربة على الجهاز في مستشفى بهايانغكارا (Bhayangkara) ومستشفى كوفيد بامبانجليبورو الخاص (Covid Bambanglipuro) في يوغياكارتا. استُخدِمَ الجهاز بالتعاون مع تسعة مستشفيات متعددة المراكز.
في نهاية ديسمبر 2020، تلقى جهاز GeNose C19 تصريح للتوزيع من وزارة الصحة الإندونيسية. في البداية، سيتم إطلاق 100 وحدة وسوف يستطيع كل جهاز إجراء 120 اختبارًا في اليوم. تقدر تكلفة الاختبار من 15000 إلى 25000 روبية إندونيسية (1 - 1.8 دولار أمريكي) وسيستغرق الاختبار ثلاث دقائق ودقيقتين أخريين. يأمل الباحثون في تصنيع ما يصل إلى 1000 وحدة من الجهاز مما يزيد من قدرات الاختبار في البلاد بمقدار 120 ألف شخص يوميًا. وبالإضافة إلى ذلك، فإنهم يأملون بانتاج 10 آلاف وحدة بنهاية شهر فبراير 2021.

## كندا
تقوم شركة تكنولوجيا كناري الصحية (Canary Health Technologies) التي يقع مقرها الرئيسي في تورنتو ولها مكاتب في كليفلاند بولاية أوهايو، بتطوير جهاز النفس لفحص فيروس كورونا مع مستشعرات نانوية يمكن التخلص منها باستخدام التحليل المستند إلى بيانات السحابة (cloud) المدعومة من الذكاء الاصطناعي. وفقًا لبيان صحفي، فقد بدأت التجارب السريرية في الهند خلال نوفمبر 2020. الهدف المعلن هو تطوير أداة فحص دقيقة وبأسعار معقولة يمكن استخدامها في أي مكان وتقدم نتيجة في أقل من دقيقة. تفترض الشركة أن تحليل المركبات العضوية المتطايرة في نفس الإنسان يمكن أن يكتشف الأمراض قبل ظهور الأعراض، في وقت أبكر من الطرق المتاحة حاليًا. علاوة على ذلك، تم تصميم التكنولوجيا القائمة على بيانات كلاود (cloud) لاستخدامها كأداة لمراقبة المرض.